# Pont du Longdoz
Le pont du Longdoz est un pont liégeois enjambant la Dérivation et reliant le quartier du Longdoz à Outremeuse.

## Historique
Le premier pont du Longdoz était un pont de pierre bâti en 1837. Il fut rapidement saturé devant le trafic croissant. 
L'État décida en 1884 de le remplacer par un pont métallique plus large. En 1939, un troisième pont du Longdoz fut construit afin de remplacer l'ancien trop vétuste. 
En 1976, l'État décida d'aménager les quais de la dérivation et prévit de reconstruire un nouveau pont de type cantilever de deux fois trois voies de circulation.
De plus, les rives furent équipées de passages sous le pont facilitant le transit par les quais.

## Galerie

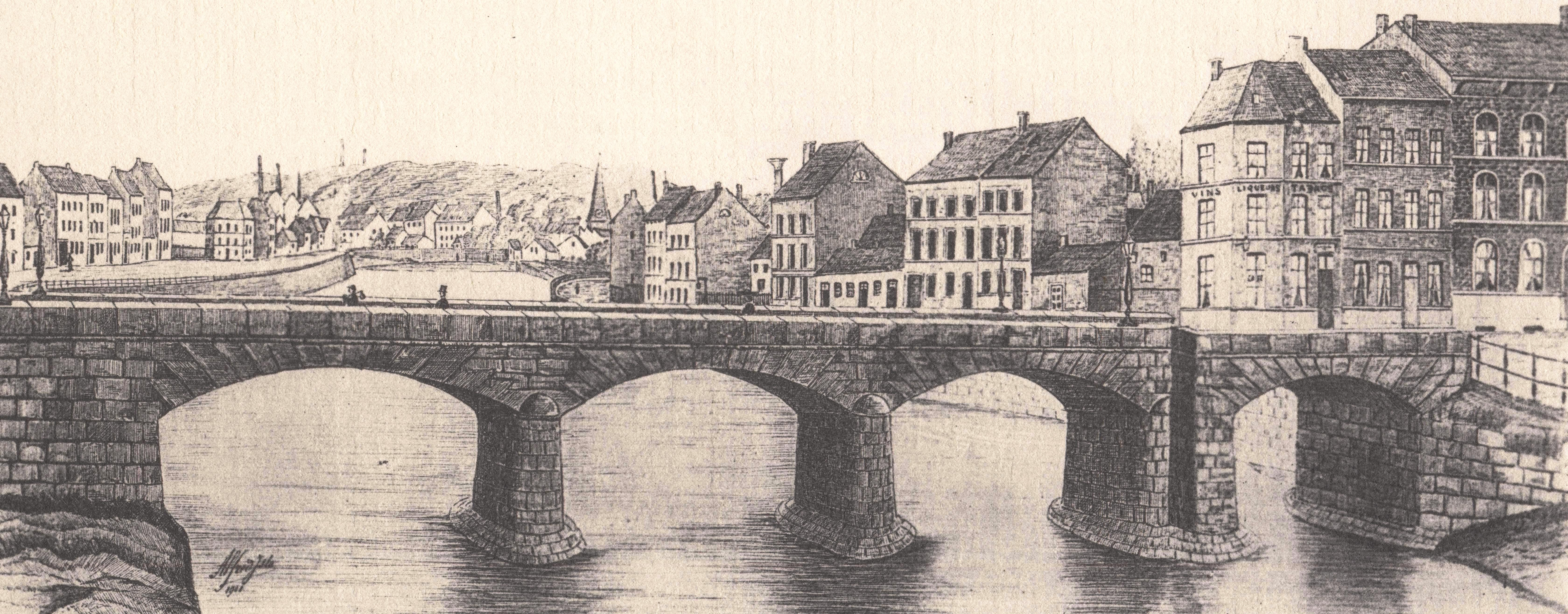
Illustration du premier pont en 1862.
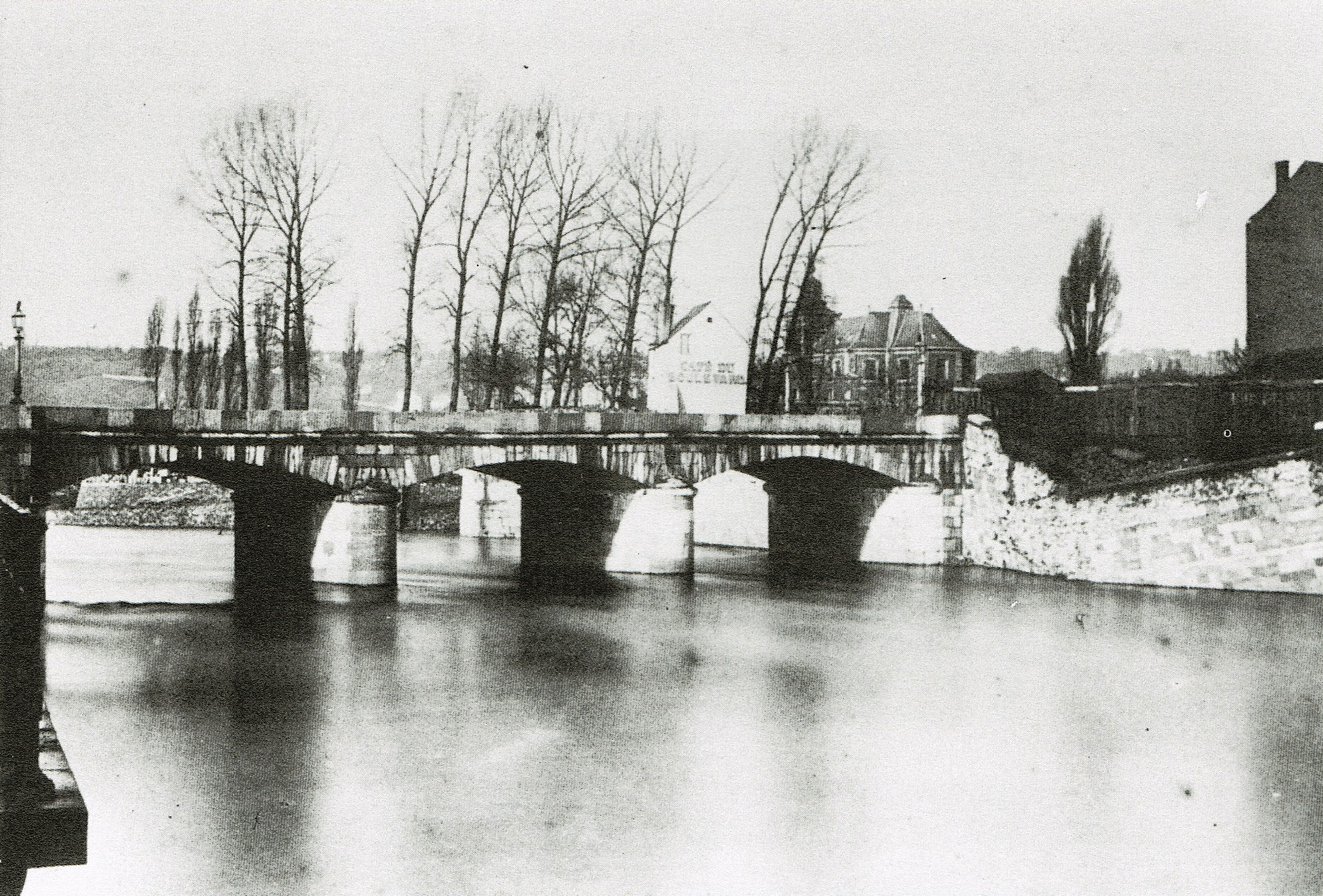
Le premier pont avant 1884, avec en arrière-plan l'église de l'Abbaye de Beaurepart.
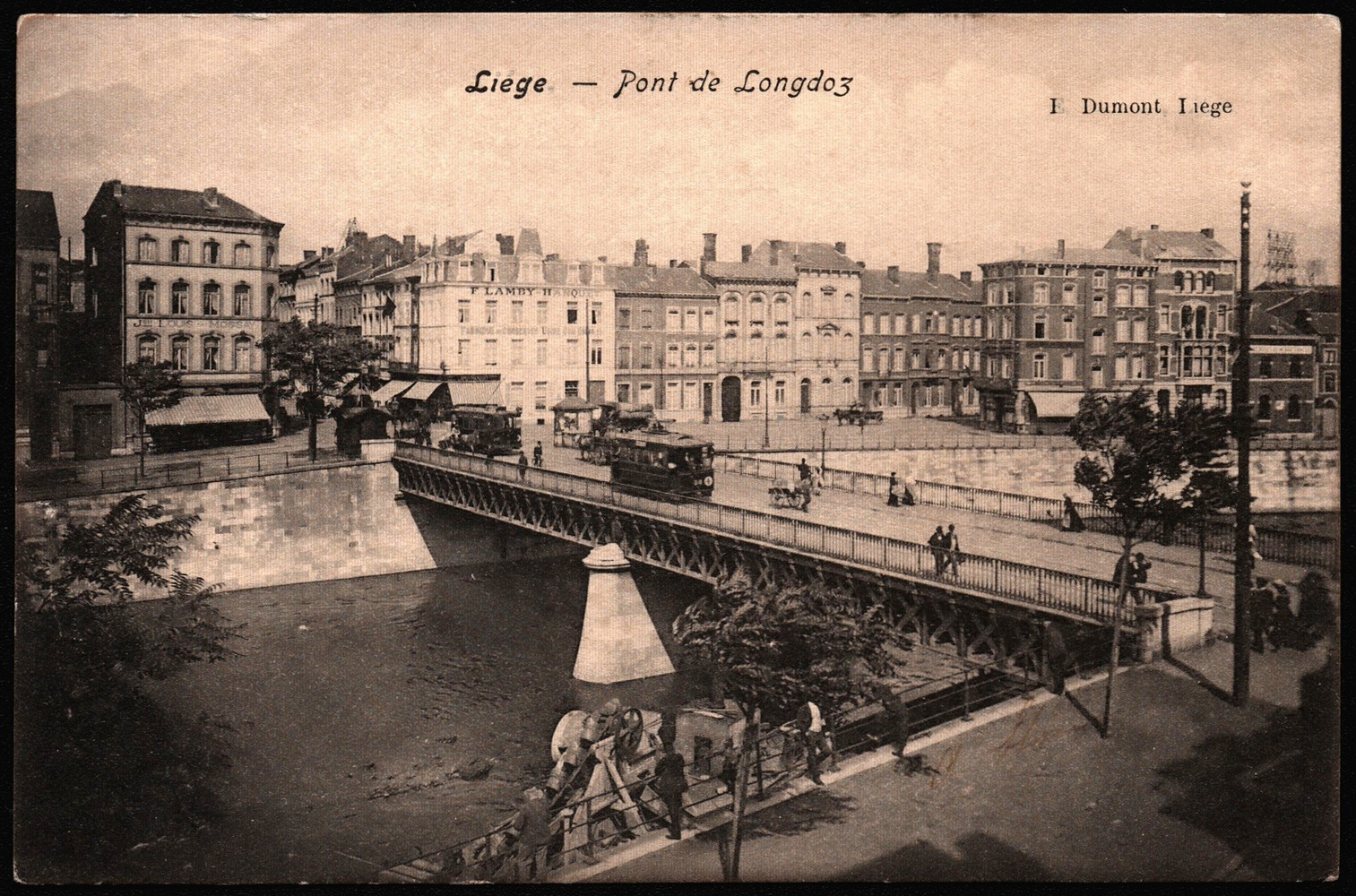
Le pont de 1884, côté place Sylvain Dupuis.